# Friedrich Alexander von Rüdiger

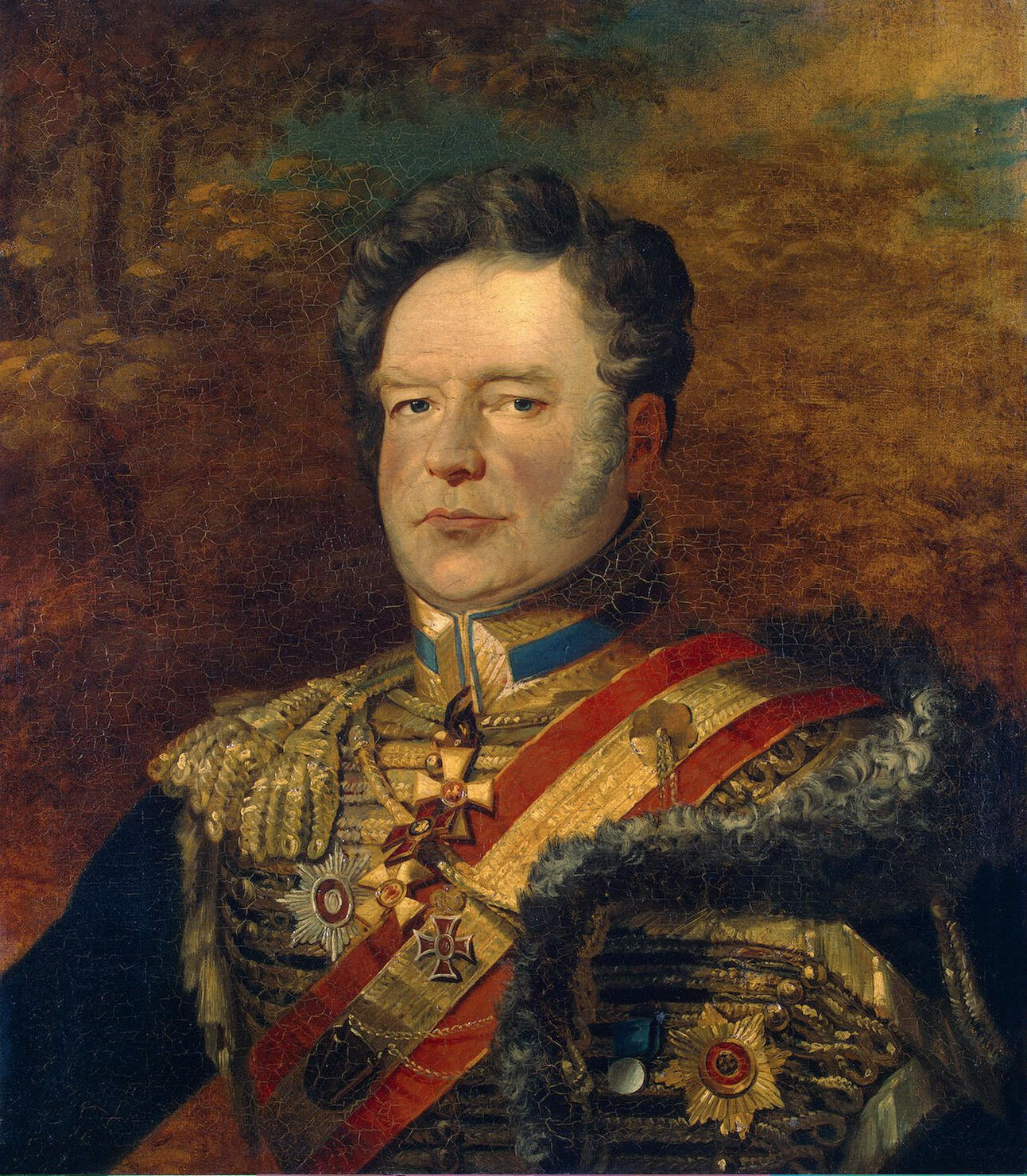
Fjodor Wassiljewitsch Ridiger (ca. 1824)

Graf Friedrich „Fritz“ Alexander von Rüdiger (russisch Фёдор Васильевич Ридигер, Fjodor Wassiljewitsch Ridiger; * Dezember 1783 in Mitau; † 30. Maijul. / 11. Juni 1856greg. in Karlsbad) war ein russischer General.

## Leben

### Herkunft und Familie
Die Familie Rüdiger stammte wahrscheinlich aus Ostpreußen. Die Stammreihe beginnt mit Johann Jacob Rüdiger († 1733), Beamten der herzoglich kurländischen Domänenkammer in Mitau.
Fritz war der Sohn des kurländischen Landesbeamten Jacob Wilhelm Rüdiger (1752–1814) und Elisabeth, geb. Rüdiger. Der Vater wurde 1791 in Wien in den Reichsadelsstand erhoben und wurde 1799, als Pfandherr auf Kruschkaln und Wahrenbrock, bei der kurländischen Ritterschaft immatrikuliert. Sohn Fritz vermählte sich 1836 in Mitau mit Louise von Fircks a. d. H. Samieten (1811–1894). Da die Ehe ohne Leibeserben blieb, wurde beider Neffe Johann Friedrich (Fedor Germanowitsch) von Rüdiger (1821–1904), 1856 sowohl der Grafentitel als auch das Majorat Lublin übertragen.

### Werdegang
Rüdiger trat in die Kaiserlich Russische Armee ein und stand 1799 bei einem Garde-Regiment. Im Jahr 1800 avancierte er zum Major in einem Husaren-Regiment. Seit 1807 diente er im Husaren-Regiment in Grodno, wo er 1808 zum Oberstleutnant aufstieg. Es folgte im August 1812 die Beförderung zum Oberst und Kommandeur, bereits im Oktober selben Jahres aber die zum Generalmajor und Regimentschef. In den Befreiungskriegen kämpfte er in den Schlachten bei Bautzen, Dresden, Leipzig sowie dem Winterfeldzug gegen Frankreich 1814 nahm er teil. Von 1814 bis 1816 war er Kommandeur bei der polnischen Husaren-Division, dann bis 1823 in gleicher Funktion bei der 1. Husaren-Division sowie noch in 1823 ebenfalls Kommandeur bei der 3. Husaren-Division. Er avancierte 1826 zum Generalleutnant und war 1828 im Russisch-Türkischer Krieg Kommandeur der Avantgarde. Hiernach war er jeweils Kommandeur des VII. Infanterie-Korps, 1830 des IV. Reserve-Kavallerie-Korps, sowie nach seiner Ernennung im April zum Generaladjutanten und im Oktober 1831 zum General der Kavallerie, von November 1831 bis 1850 des III. Infanterie-Korps. 1849 zwang er die ungarische Armee unter Görgey bei Világos zur Kapitulation.

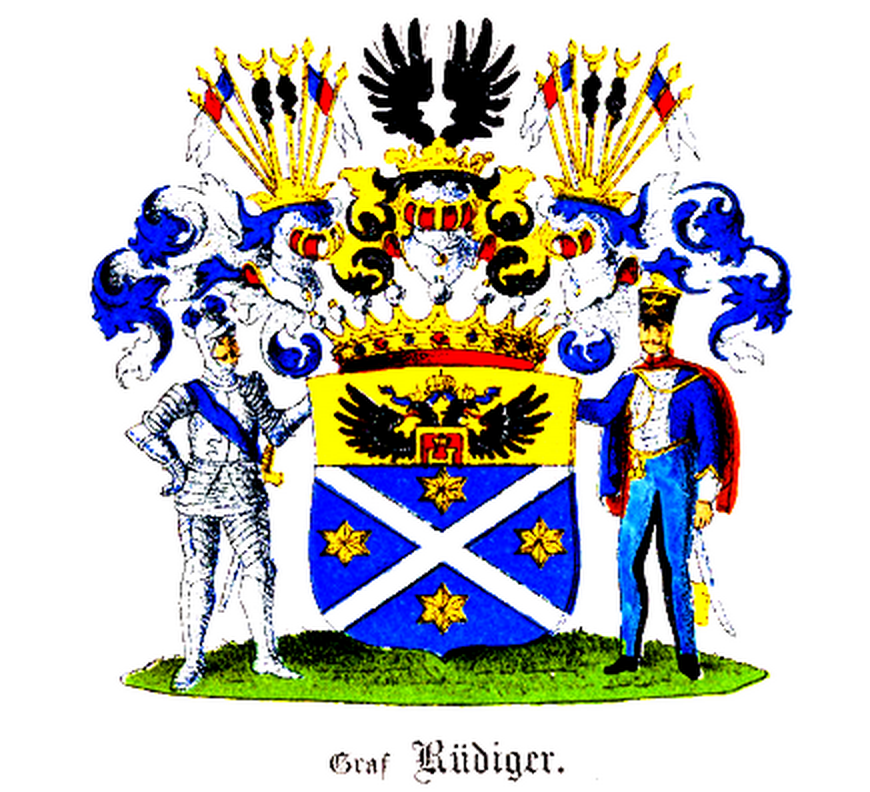
Wappen des Grafen Rüdiger

Bereits am 9. Oktober 1847 wurde er in den russischen Grafenstand erhoben. 1850 war er als Deputierter für Polen Mitglied des Reichsrats und 1853 stellvertretender Statthalter von Polen. In den Jahren 1854 bis 1855 bekleidete er für Gortschakow die Stellung des stellvertretenden Militär-General-Gouverneurs von Warschau und von 1855 bis 1856 war er Oberkommandierender der Garde des Grenadierkorps. Er war der erste Majoratsbesitzer von Lublin, wurde jedoch in Mitau, St. Trinitatis, Rüdigersche Kapelle begraben.

### Auszeichnungen (Auswahl)
- St. Georgs-Orden IV. Klasse (1809); III. Klasse (1813)
- St. Anna-Orden III. Klasse (1807); II. Klasse (1812); I. Klasse (1813)
- St. Wladimir-Orden IV. Klasse (1808); III. Klasse (1812); II. Klasse (1814); I. Klasse (1829)
- Alexander-Newski-Orden (1829)
- Orden des Weißen Adlers (1849)
- Orden des Heiligen Andreas des Erstberufenen (1849)
- Roter Adlerorden II. Klasse (1813); I. Klasse (1813)
- Leopold-Orden II. Klasse (1814); Großkreuz (1847)
- Militär-Wilhelms-Orden II. Klasse (1849)
- St. Stephans-Orden Großkreuz (1850)